# Chorągiew husarska koronna Jana Sobiepana Zamoyskiego

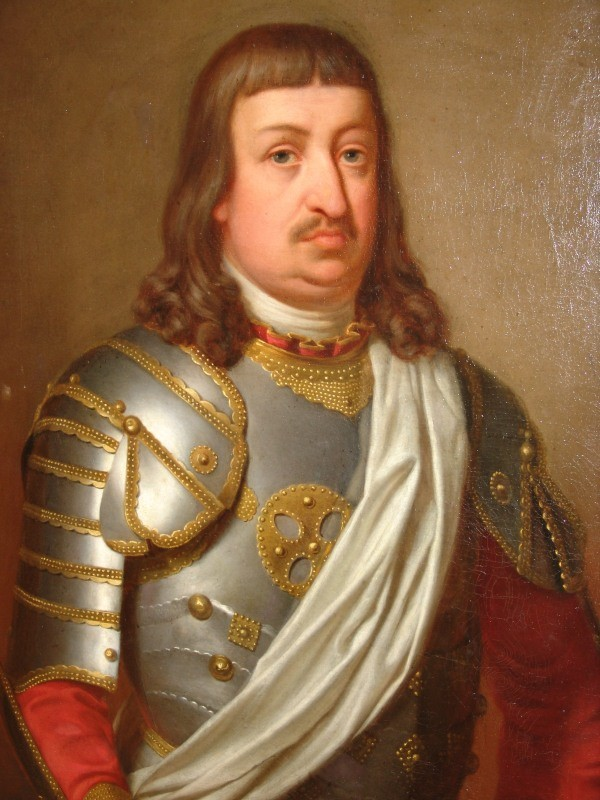
Jan Sobiepan Zamoyski

Chorągiew husarska koronna Jana Sobiepana Zamoyskiego – chorągiew husarska koronna połowy XVII wieku, okresu wojen ze Szwedami. Liczyła 137 koni.
Szefem  tej chorągwi był cześnik koronny Jan Sobiepan Zamoyski herbu Jelita.
Chorągiew wzięła udział w bitwie pod Warszawą pod koniec lipca 1656.